# Мутаи, Абель
Абель Кипроп Мутаи — кенийский бегун на средние дистанции, который специализируется в беге на 3000 метров с препятствиями. Чемпион мира 2005 года среди юниоров на дистанции 2000 метров с препятствиями. На всемирном легкоатлетическом финале 2009 года занял 9-е место. Чемпион Африки 2012 года. Бронзовый призёр олимпийских игр в Лондоне с результатом 8.19,73.
Личный рекорд — 8.01,67, был установлен 31 мая 2012 года на соревнованиях Golden Gala в Риме.
Занял 7-е место на чемпионате мира 2013 года.